# Rainer Sachse
Rainer Sachse (né le 15 juin 1950 à Dresde en Saxe) est un joueur de football allemand (international est-allemand) qui évoluait au poste d'attaquant, avant de devenir ensuite entraîneur.

## Biographie

### Carrière de joueur

#### Carrière en club
Rainer Sachse joue principalement en faveur des clubs du Dynamo Dresde et du Stahl Riesa.
Il dispute 208 matchs en Oberliga (première division de la RDA), inscrivant 83 buts. Il inscrit 20 buts en deuxième division lors de la saison 1981-1982, ce qui constitue sa meilleure performance.
Au sein des compétitions européennes, il joue 15 matchs en Coupe d'Europe des clubs champions (quatre buts), et 17 matchs en Coupe de l'UEFA (deux buts). Le 24 octobre 1973, il inscrit avec le Dynamo Dresde un doublé sur la pelouse du Bayern Munich, lors d'un match de Coupe d'Europe des clubs champions.
Il remporte avec le Dynamo Dresde cinq championnats de RDA et deux Coupes de RDA.

#### Carrière en sélection
Il joue son premier match en équipe de RDA le 27 avril 1977, en amical contre la Roumanie (match nul 1-1 à Bucarest). Il joue son second match le 12 juillet 1977, en amical contre l'Argentine (défaite 2-0 à Buenos Aires).
Ce sont ses deux seules sélections en équipe nationale.

### Carrière d'entraîneur
Il entraîne le club du BSG Stahl Freital de 1986 à 1989.

## Palmarès
| Dynamo Dresde - Championnat de RDA (5) : - Champion : 1970-71, 1972-73, 1975-76, 1976-77 et 1977-78. - Vice-champion : 1978-1979, 1979-1980. - Coupe de RDA (2) : - Vainqueur : 1970-71 et 1976-77. - Finaliste : 1971-72, 1973-74, 1974-75 et 1977-78. |  | Stahl Riesa - Championnat de RDA D2 : - Meilleur buteur : 1981-82 (20 buts). |